# Živohošť
Živohošť (dříve Živohoušť, hovorově i dnes) je osada, část obce Chotilsko v okrese Příbram ve Středočeském kraji. Jez větší části zaniklá vesnice v Povltaví, jejíž původní hlavní sídelní část, rozložená po obou březích Vltavy, byla v červnu 1954 zatopená Slapskou přehradní nádrží. V roce 2011 zde trvale žilo třináct obyvatel.
Na levém břehu Vltavy zůstal zachován sídelní celek s názvem Živohošť (někdy též Stará Živohošť), zahrnující pozůstatek původní vesnice (kostel, faru, školu, domek kostelníka a hřbitov) a novější hotel Sport (dnes hotel Atlantida). Levobřežní Živohošť patří do katastrálního území Křeničná obce Chotilsko v okrese Příbram.
Pravobřežní katastrální území a evidenční část obce Živohošť je součástí obce Křečovice v okrese Benešov. Hlavní rekreační část, obklopená zákrutou přehradní nádrže, se jmenuje Nová Živohošť.

## Historie

### Před zatopením
První písemná zmínka o Živohošti je v listinách kolegiátního chrámu a týká se roku 1057, kdy byla zmíněna latinskou zkomoleninou českého názvu jako Siuohoschi. Název Živhost či Živhošť se postupně změnil v Živohoušť a Živohošť.
Ke vzniku Živohoště se pojí pověst, podle níž hradní paní z Ostromeče byla nepravdivě obviněna z nevěry a za trest svržena v sudu ze skály do Vltavy (podle jiné verze sluhové neuposlechli příkazu ji zabít). Přežila však, usadila se v jeskyňce a porodila zde dvojčata Fabiána a Šebestiána. Žila zde a jídlo vyžebrávala od plavců (vorařů), kteří se v těchto místech ptávali: „Jsou živi hosté?“. Nakonec pán z Ostromeče ženu našel a odprosil a na poděkování nechal postavit kostel.
Ve 12. století byla Živohošť knížecím loveckým dvorcem, roku 1141 zde trávil Vánoce Vladislav II. Ve 12. století zde již stál i dnešní kostel. V roce 1171 (1271?) darovala královna Kunhuta Živohošť i s kostelem křižovníkům s červenou hvězdou, jimž patří kostel s farou dosud. Roku 1419 poblíž obce zmasakrovalo v tzv. bitvě u Živohoště jezdecké vojsko 1300 katolických pánů asi 300 husitských poutníků putujících po pravém břehu ze Sezimova Ústí do Prahy na husitský sněm.
Spojení obou břehů zajišťoval přívoz. Na levém břehu stála od roku 1617 tzv. Rákosníkova hospoda. Kvůli své historické hodnotě byla rozebrána s tím, že bude složena na jiném místě, k tomu však nikdy nedošlo, jen trám s letopočtem je uložený v depozitáři. V jeskyňce pod kostelem, asi 20 m pod dnešní hladinou, bývala socha Panny Marie, u které se plavci modlili o požehnání před plavbou Svatojánskými proudy. Původní socha byla před zatopením přehrady uschována, potápěči později umístili do jeskyně duplikát.
Před první světovou válkou měla obec asi 21 domů a 140 obyvatel. V roce 1921 měla vesnice 41 domů a 245 obyvatel. Ve 30. a 40. letech 20. století se začal rozvíjet turistický ruch, vznikaly hostince a hotely a byl zde postaven hotel Roušavý na levém břehu po proudu pod vsí.
Za druhé světové války se část vsi na pravém břehu Vltavy, což byla její většina, stala součástí vojenského cvičiště Zbraní SS Benešov a její obyvatelé se museli 31. prosince 1943 vystěhovat. 7. května 1945 Němci zastřelili v Živohošti 7 obyvatel Záborné Lhoty, kteří v kraji hlídkovali, a jejich těla vhodili do Vltavy. U kostela stojí kříž na památku zastřelených.

### Živohošť a přehrada
O výstavbě přehrady se mluvilo již před vznikem Československa. Teprve v roce 1948 se začala Slapská přehrada stavět, postavena byla v letech 1951 a 1954. Obyvatelé byli vystěhováni a v červnu 1954 byla obec zatopena. Po likvidaci vesnice v rámci výstavby a napouštění Slapskou přehradní nádrží (1954) se z původní vesnice dochoval jen (původně trojlodní) kostel svatých Fabiána a Šebestiána, hřbitov, fara, škola a domek kostelníka, které stály původně na kopci nad vesnicí. Jde o kostel románského původu s gotickým presbytářem, roku 1860 novorománsky upravený. Věž kostela byla na přelomu 80. a 90. let pro špatný stav stržena nebo spadla a nějakou dobu ležela na hřbitově u kostela. Novou věž kostel dostal na přelomu května a června 2003.
Některé zbytky staveb pod vodou jsou oblíbeným cílem potápěčů. Například železobetonové ruiny živohošťského hotelu z přelomu let 1936–1937, který nesl jména majitelů, před válkou Roušavý, poté Dubský. V 50. letech byl hotel zčásti odstřelen.
Jak Živohošť na levém břehu Vltavy, tak Nová Živohošť na pravém břehu Vltavy jsou jinak tvořeny z větší části rekreačními objekty. Trvale na obou březích žije několik obyvatel. Jednou z prvních nových staveb na levém břehu byl hotel Sport, později Sporthotel, dnes hotel Atlantida.

## Obyvatelstvo
| Rok            | 1869 | 1880 | 1890 | 1900 | 1910 | 1921 | 1930 | 1950 | 1961 | 1970 | 1980 | 1991 | 2001 | 2011 | 2021 |
| -------------- | ---- | ---- | ---- | ---- | ---- | ---- | ---- | ---- | ---- | ---- | ---- | ---- | ---- | ---- | ---- |
| Počet obyvatel | 0    | 0    | 0    | 0    | 0    | 0    | 0    | 0    | 0    | 11   | 5    | 0    | 5    | 13   | 13   |
| Počet domů     | 0    | 0    | 0    | 0    | 0    | 0    | 0    | 0    | 0    | 4    | 2    | 0    | 3    | 8    | 8    |

## Obecní správa
Živohošť vznikla k 14. květnu 2007 jako část obce Chotilsko v okrese Příbram.

## Doprava
Spojení mezi Starou a Novou Živohoští napříč přehradní nádrží zajišťoval v letní sezóně přívoz, motorový prám jedoucí pětkrát denně a převážející osoby, jízdní kola a kočárky. Převozníky byli Václav a Jindřiška Prekovi z Vlašimi. Přívoz se však 30. července 2016 potopil z důvodu přetížení a jeho provoz po nehodě již nebyl obnoven. Třikrát nebo čtyřikrát denně tato místa v letní sezóně spojuje také lodní linka Lodní dopravy Slapy.
Obě části Živohoště leží na území obsluhovaném Pražskou integrovanou dopravou. Do levobřežní Staré Živohoště zajíždí celoročně v pracovních dnech autobusová linka 439 z Nového Knína, do pravobřežní Nové Živohoště i přes větší trvalé osídlení jezdí autobusová linka 454 z Benešova celotýdenně pouze v letní sezóně (s výjimkou jediného celoročního ranního spoje). Žádná veřejná doprava není provozována ani přes nedaleký Živohošťský most.

## Pamětihodnosti
- Kostel svatých Fabiána a Šebestiána
- Fara